# N584 (België)
De N584 is een gewestweg in België tussen Charleroi (N583) en Trazegnies (N583). De weg heeft een lengte van ongeveer 8 kilometer.
De gehele weg bestaat uit twee rijstroken voor beide richtingen samen.

## Plaatsen langs N584
- Charleroi
- Roux
- Courcelles
- Trazegnies